# Galactea
Galactea är ett släkte av insekter. Galactea ingår i familjen Diapheromeridae.
Kladogram enligt Catalogue of Life:
| Galactea | \| \| Galactea galacptera \| \| \| \| \| \| Galactea stercoraria \| \| \| \| \| \| Galactea titschacki \| \| \| \| \| \| Galactea winkleri \| \| \| \| |
|          | \| \| Galactea galacptera \| \| \| \| \| \| Galactea stercoraria \| \| \| \| \| \| Galactea titschacki \| \| \| \| \| \| Galactea winkleri \| \| \| \| |
|          | Galactea galacptera |
|          | |
|          | Galactea stercoraria |
|          | |
|          | Galactea titschacki |
|          | |
|          | Galactea winkleri |
|          | |